# Orlando Almaguel Vidal
El general Claro Orlando Almaguel Vidal es un militar cubano, actual Jefe de Logística del Ministerio de las Fuerzas Armadas Revolucionarias de Cuba. Cuando la Revolución cubana, apoyó al Movimiento 26 de Julio llevando medicinas al campo de batalla. En 1961 se incorporó a las Fuerzas Armadas Revolucionarias de Cuba, por lo que recibió estudios en la Escuela de Cadetes de Managua. Laboró de 1969 hasta 1972 en la dirección de Servicios Técnicos de Tanques y Transporte. Posteriormente, cursó otros estudios adicionales en la Academia de las Fuerzas Armadas Revolucionarias para posteriormente ser designado a la Jefatura de Retaguardia de las Fuerzas Armadas Revolucionarias. En 1991 fue nombrado Jefe de Retaguardia del Ejército de Occidental y en 1992 fue Jefe de Logística de las Fuerzas Armadas Revolucionarias. Fue parte del contingente cubano en la Guerra de la frontera de Sudáfrica y la guerra civil de Angola. Es diputado a la Asamblea Nacional del Poder Popular en la VII Legislatura.   
- Datos: Q6053026